# Lijst van nummer 1-albums in de UK Albums Chart in 2012
Onderstaande albums stonden in 2012 op nummer 1 in de UK Albums Chart. De albumlijst wordt wekelijks samengesteld door The Official Charts Company.
| Nummer | Datum        | Artiest                             | Titel                       |
| ------ | ------------ | ----------------------------------- | --------------------------- |
| 926    | 1 januari    | Ed Sheeran                          | +                           |
| 917    | 8 januari    | Adele                               | 21                          |
| 916    | 15 januari   | Bruno Mars                          | Doo-wops & hooligans        |
| 917    | 22 januari   | Adele                               | 21                          |
| 926    | 29 januari   | Ed Sheeran                          | +                           |
| 938    | 5 februari   | Lana Del Rey                        | Born to die                 |
|        | 12 februari  | Lana Del Rey                        | Born to die                 |
| 939    | 19 februari  | Emeli Sandé                         | Our version of events       |
| 917    | 26 februari  | Adele                               | 21                          |
| 939    | 4 maart      | Emeli Sandé                         | Our version of events       |
| 940    | 11 maart     | Bruce Springsteen                   | Wrecking ball               |
| 941    | 18 maart     | Military Wives                      | In my dreams                |
| 942    | 25 maart     | Paul Weller                         | Sonik kicks                 |
| 943    | 1 april      | Madonna                             | MDNA                        |
| 944    | 8 april      | Nicki Minaj                         | Pink friday: Roman reloaded |
| 917    | 15 april     | Adele                               | 21                          |
|        | 22 april     | Adele                               | 21                          |
| 945    | 29 april     | Jack White                          | Blunderbuss                 |
| 946    | 6 mei        | Marina and the Diamonds             | Electra heart               |
| 947    | 13 mei       | Keane                               | Strangeland                 |
|        | 20 mei       | Keane                               | Strangeland                 |
| 939    | 27 mei       | Emeli Sandé                         | Our version of events       |
| 948    | 3 juni       | Gary Barlow & The Commonwealth Band | Sing                        |
|        | 10 juni      | Gary Barlow & The Commonwealth Band | Sing                        |
|        | 17 juni      | Gary Barlow & The Commonwealth Band | Sing                        |
| 949    | 24 juni      | Justin Bieber                       | Believe                     |
| 950    | 1 juli       | Linkin Park                         | Living things               |
| 951    | 8 juli       | Chris Brown                         | Fortune                     |
| 952    | 15 juli      | Newton Faulkner                     | Write it on your skin       |
| 953    | 22 juli      | Elton John & Pnau                   | Good morning to the night   |
| 954    | 29 juli      | Plan B                              | Ill Manors                  |
| 955    | 5 augustus   | Conor Maynard                       | Contrast                    |
| 935    | 12 augustus  | Rihanna                             | Talk that talk              |
| 939    | 19 augustus  | Emeli Sandé                         | Our version of events       |
|        | 26 augustus  | Emeli Sandé                         | Our version of events       |
| 956    | 2 september  | Rita Ora                            | Ora                         |
| 957    | 9 september  | The Vaccines                        | Come of age                 |
| 958    | 16 september | The xx                              | Coexist                     |
| 959    | 23 september | The Killers                         | Battle born                 |
| 960    | 30 september | Mumford & Sons                      | Babel                       |
| 961    | 7 oktober    | Muse                                | The 2nd law                 |
| 960    | 14 oktober   | Mumford & Sons                      | Babel                       |
| 962    | 21 oktober   | Jake Bugg                           | Jake Bugg                   |
| 963    | 28 oktober   | Taylor Swift                        | Red                         |
| 964    | 4 november   | Calvin Harris                       | 18 Months                   |
| 965    | 11 november  | Robbie Williams                     | Take the crown              |
| 966    | 18 november  | One Direction                       | Take me home                |
| 967    | 25 november  | Rihanna                             | Unapologetic                |
| 968    | 2 december   | Olly Murs                           | Right place right time      |
|        | 9 december   | Olly Murs                           | Right place right time      |
| 969    | 16 december  | Bruno Mars                          | Unorthodox jukebox          |
| 939    | 23 december  | Emeli Sandé                         | Our version of events       |
|        | 30 december  | Emeli Sandé                         | Our version of events       |

1956 ·
1957 ·
1958 ·
1959 ·
1960 ·
1961 ·
1962 ·
1963 ·
1964 ·
1965 ·
1966 ·
1967 ·
1968 ·
1969 ·
1970 ·
1971 ·
1972 ·
1973 ·
1974 ·
1975 ·
1976 ·
1977 ·
1978 ·
1979 ·
1980 ·
1981 ·
1982 ·
1983 ·
1984 ·
1985 ·
1986 ·
1987 ·
1988 ·
1989 ·
1990 ·
1991 ·
1992 ·
1993 ·
1994 ·
1995 ·
1996 ·
1997 ·
1998 ·
1999 ·
2000 ·
2001 ·
2002 ·
2003 ·
2004 ·
2005 ·
2006 ·
2007 ·
2008 ·
2009 ·
2010 ·
2011 ·
2012 ·
2013 ·
2014 ·
2015 ·
2016 ·
2017 ·
2018 ·
2019
- Nederland
- Nederland (Album Top 40)
- Vlaanderen
- Verenigd Koninkrijk
- Verenigde Staten